# Denis Iouskov
Denis Igorevitch Iouskov (en russe : Денис Игоревич Юсков) est un patineur de vitesse russe né le 11 octobre 1989 à Moscou. Il a participé aux Jeux olympiques d'hiver en 2014 à Sotchi devant son public. C'est dans cette même ville qu'il a été sacré champion du monde du 1 500 m en 2013.

## Palmarès en patinage de vitesse
- Jeux olympiques
  - Jeux olympiques d'hiver de 2014 : 4e au 1 500 m, 6e au 5 000 m et à la poursuite par équipes et 17e au 1 000 m.

- Championnats du monde toutes épreuves
  -  : Médaille de bronze en 2014 à Heerenveen.

- Championnats du monde simple distance
  -  : Médaille d'or au 1 500 mètres en 2013 à Sotchi.
  -  : Médaille de bronze à la poursuite par équipes en 2012 à Heerenveen.